# Yoloaiquín
Yoloaiquín è un comune del dipartimento di Morazán, in El Salvador.